# Кирил Кутлик
Кирил Кутлик (Крижлице, 29. март 1869 — Београд, 4. април 1900) је био један од најпознатијих чланова словачке породице Кутлик, словачки сликар, педагог, илустратор и оснивач Српскe цртачкe и сликарскe школe, прве сликарске школе у Београду (1895).
Заступник је историзма у ликовној уметности и сликао је пре свега мотиве из српског народног живота из жанра, портретне, сакралне и историјске слике и радио је на илустрацији народних календара.

## Биографија
Кирил Кутлик се родио 29. марта 1869. године у Крижлицама (чеш. Křížlice) у планинама Крконоше на крајњем северу Чешке (Бохемије) (данас засеок села Јестраби в Крконоших у Чешкој Републици) у словачко-чешкој породици.

### Порекло и породица
Његов отац, Богдан Кутлик (слч. Bohdan Kutlík) (1838—1925), евангелички свештеник  и уредник чешке и словачке периодике, родом је из Старе Пазове, где је претходно живео и његов деда по оцу Јан Кутлик, радећи као свештеник и учитељ. Стриц Феликс Кутлик (1843—1890), свештеник, учитељ и писац је радио у Бачком Петровцу, Силбашу и Кулпину.
Мајка Ана рођена Кратохвилова (чеш. Anna Kratochvílová), потицала је из моравског града Простјејов (чеш. Prostějov) (данас у Чешкој Републици). Рођен је као треће од тринаесторо деце у породици, од којих је само петоро поживело дуже од десет година.
Био је ожењен Чехињом Миладом Неквасиловом, ћерком угледног београдског Чеха инжењера Франтишека Неквасила, који је подигао стари хотел Славија и био дугогодишњи председник београдског чешког друштва Лумир.

### Школовање
У месту рођења је завршио основну школу, а гимназију у Храдцу Кралове. Још у детињству је показивао склоност ка сликарству, док је мање интересовања показивао за школским градивом. Са петнаест година је правио копије слика и илустрације уљаним бојама.
1885. године је отишао на сликарску академију у Прагу. Студије је завршио 1891. показавши се као ученик са завидним успесима. Његов завршни рад на академији је био „Последњи тренуци Хусове слободе” изложен је на Јубиларној целоземаљској изложби у Прагу (1891).
Након студија, током годину дана (1891—1893),је похађао предавања на Одсеку историјског сликарства, код професора Августа Ајзенменгера на сликарској академији у Бечу и након тога радио по поруџбини као самостални уметник.

### Рад
Наредне две године је провео у градићу Арко-Варињане (итал. Arco Varignane), па се преселио у Тирол по савету лекара, пошто су му се вратили симптоми туберкулозе, од које је оболео још током студија. У Тиролу, где је боравио од (1893—1895) насликао је око четрдесет дела, а међу њима и његову најлепшу историјску композицију „Прва жртва смрти” или „Авељева смрт” (1894).
Још за време студија у Прагу 1887. године био је у Београду, током свечаности организоване у част Вука Караџића и тада је видео да Београд нема уметничку школу, па је одлучио да је оснује. Јула 1895. године дошао је поново у Београд и у септембру исте године је отворио Српску цртачку и сликарску школу, на Косанчићевом венцу (1895). По покушају Стевана Тодоровића тридесет година раније постао је управо Кутлик оснивач прве сликарске школе у Београду, која постала камен темељац уметничког образовања у Србији. Школа је имала одељења за редовне и ванредне ученике, за занатлије и за жене (од 1897). У школу су се ученици уписивали без обзира на националност или веру. У почетку је давао само практичне курсеве, а касније је уведена и теоријска настава.
Једно време држани су и часови француског и немачког језика. Школа је имала своју библиотеку и репродукције слика, рељефе и моделе од гипса. Редовно је објављивало годишње извештаје, и приређивао изложбе својих ђака, уз неке од својих радове.

Најзначајнији његов ђак била је српска сликарка Надежда Петровић, али његови ученици су били и Милан Миловановић, Коста Миличевић, Боривоје Стевановић, Драгомир Глишић, Ђорђе Михаиловић, Љубомир Ивановић, Бранко Поповић, Наталија Цветковић, Анђелија Лазаревић, Рафаило Момчиловић, оснивачи модерног српског сликарства.
Лета 1899. године, венчао се са Миладом Неквасиловом, ћерком чешког инжењера Франтишека Неквасила. Обоје су веровали у његово оздрављење. Отишли су на свадбено путовање по Аустроугарској. Стигли су да посете и Кирилове родитеље, који су се у међувремену преселили у Дехтаре у Словачкој.
Међутим, девет месеци касније Кирила је савладала болест. Умро је 4. априла 1900. и сахрањен је на Новом гробљу у Београду, у породичној гробници Неквасила.
Његове слике су изложене постхумно на Светској изложби у Паризу 1900. представљајући Србију. Образовање ученика се наставило и након његове смрти 1900. године, пошто су његову школу преузели Бета и Риста Вукановић, не мењајући јој назив, већ само проширујући програм.
Био је јако талентован сликар и насликао је велики број слика, од којих многе су се погубиле. Највише сачуваних слика се налази у Словачкој, али доста их је расуто по целој средњој и југоисточној Европи. У Београду се његове слике налазе у Народном музеју у Београду, Музеју града Београда.
Његово сликарство осцилирало је између романтизма и реализма, док је у последњој фази преузео неке поступке импресионизма, као и сецесије. Интересовале су га социјалне теме и историјско сликарство, бавио се жанр сценама, религиозним темама, мртвом природом, пејзажом и сликањем портрета. Радио је наслове илустрације за календар „Hus” (1890), часописе „Ловац” (1896) и „Пчелар” (1897). У Чешкој, Словачкој и Србији су објављиване разгледнице са његовима решењима.